# Chełmszczonka
Chełmszczonka (Chełmszczanka) – część wsi Włóki w Polsce, położona w województwie kujawsko-pomorskim, w powiecie bydgoskim, w gminie Dobrcz
Przed 2017 rokiem figurowała ona w oficjalnym spisie, wbrew lokalnemu nazewnictwu pod nazwą Chełmszczanka.
W latach 1975–1998 Chełmszczonka należała administracyjnie do województwa bydgoskiego.
Według danych Urzędu Gminy Dobrcz (31 grudnia 2023 r.) miejscowość liczyła 6 mieszkańców. Na terenie Chełmszczonki znajduje się dom zakonny Zgromadzenia Ducha Świętego.